# 동탑성
동탑성(베트남어: Đồng Tháp / 省墥塔)은 베트남 남부 메콩강 삼각주 지방의 성이다. 성의 동쪽은 대부분 동탑 무이 습지로 덮여 있다. 성도는 까올라인이며 인구는 4,370,046명 (2025년), 면적은 5,938.64 km2에 이른다. 동탑 무오리 지역의 동탑은 연꽃으로 유명하다.

## 역사
동탑성은 응우옌 왕조가 약 17~18세기에 새롭게 개척한 지역이다. 이 지역의 토대는 자연, 위험한 동물, 침략자들에 대항하여 힘찬 역사를 고수했다.
중심지인 동탑성의 남쪽은 매우 중요한 역할을 했다. 많은 연구자들은 해외 베트남인들이 적어도 17세기 말이나 18세기 초에 마을을 개간하고 설치하기 위해 사덱 지역에 오게 되었다는 것을 보여주었다. 사덱은 "철물 시장"을 뜻하는 크메르어이다.

## 지리
이 지방의 지형은 북에서 남으로, 서에서 동으로 경사진 경향으로 상당히 평평하다. 띠엔강 북쪽에, 동탑므이 지역에, 2,507.31km2의 면적을 가지고 있고, 띠엔강과 허우강 남쪽에, 730.74km2의 면적을 가지고 있다. 동탑성은 큰 강, 수로 및 분수 시스템, 빈번히 토사로 쌓이는 토양, 영구히 비염수원 민물의 혜택을 받는다.
동탑성의 전체는 열대 기후 지역에 있다. 주요 계절은 5월부터 11월까지의 장마와 12월부터 4월까지의 건기 두 가지가 있다. 평균 강우량은 1,682mm에서 2,005mm까지로, 대부분 연간 강우량의 90%를 차지하는 장마철에 있다. 이런 기후는 농업 발전에 상당히 유리하다. 평균 기온은 27°C이며, 그 중 최고 기온은 34.3°C이고 최저 기온은 21.8°C이다. 그 지역의 수문학은 세가지 요소에 의해 지배된다. 메콩강 상류에서 오는 홍수, 내륙의 강우, 그리고 동해의 조류의 영향력 아래에 있다. 수문 체제는 두 계절로 나눌 수 있다. 12월부터 6월까지는 찌는 듯한 계절이며, 7월부터 11월까지의 수해기로 나뉜다.

## 행정구역

### 시
- 까올라인시(Cao Lãnh / 高嶺市) - 성도 (남부식 발음은 까올랑)
- 홍응으시 (Hồng Ngự / 雄禦市)
- 사덱시 (Sa Đéc / 沙的市)

### 현
- 까올라인현 (Cao Lãnh / 高嶺縣)
- 쩌우타인현 (Châu Thành / 周城縣)
- 홍응으현 (Hồng Ngự / 雄禦縣)
- 라이붕현 (Lai Vung / 來𡑵縣)
- 럽보현 (Lấp Vò / 垃圩縣)
- 떤홍현 (Tam Hồng / 新雄縣)
- 땀농현 (Tân Nông / 三農縣)
- 타인빈현 (Thanh Bình / 淸平縣)
- 탑므어이현 (Tháp Mười / 塔楣縣)

## 차량등록판
- Cao Lãnh City 66-P1 XXX.XX
- Cao Lãnh District 66-F1 XXX.XX
- Châu Thành 66-C1 XXX.XX
- Sa Đéc City 66-S1 XXX.XX
- Lai Vung 66-L1 XXX.XX
- Lấp Vò 66-V1 XXX.XX
- Hồng Ngự town 66-H1 XXX.XX
- Hồng Ngự district 66-G1 XXX.XX
- Tân Hồng 66-K1 XXX.XX
- Thanh Bình 66-B1 XXX.XX
- Tháp Mười 66-M1 XXX.XX
- Tam Nông 66-N1 XXX.XX

## 교통
- 30번 고속도로

- 54번 고속도로
- 80번 고속도로
- N2 고속도로

## 같이 보기
- 메콩강 삼각주